# The Claim (film 1918)
The Claim è un film muto del 1918 diretto da Frank Reicher. La sceneggiatura di June Mathis e di Leighton Osmun si basa sull'omonimo lavoro teatrale di Charles Kenyon e Frank Dare andato in scena al Fulton Theatre di Broadway il 9 ottobre 1917. Prodotto dalla Rolfe Photoplays e distribuito attraverso la Metro Pictures Corporation, il film aveva come interpreti Edith Storey, Wheeler Oakman, Mignon Anderson, Marian Skinner, Paul Weigel, Fred Malatesta.

## Trama
Ted Jerome, soprannominato "Blackie", è un giocatore d'azzardo. Un giorno, abbandona la moglie Belle e la piccola Goldie per sposare la ricca Kate MacDonald. Ma John, il fratello di Kate, viene a sapere dalla stessa Belle che "Blackie" era già sposato con lei e lo uccide. Belle, rimasta senza un soldo, abbandona la figlia e trova lavoro come cantante di cabaret. Alcuni anni più tardi, la donna - che vuole studiare canto per diventare una cantante d'opera - ricatta John e Kate, che hanno adottato Goldie. Ma, vedendo di nuovo la figlia, si commuove e strappa tra le lacrime l'assegno che le è stato dato, portandosi via la bambina. Goldie, però, non è felice e le chiede di farla ritornare a casa, dai MacDonald. Belle cede al desiderio della figlia e la riporta indietro. John, che si era innamorato di Belle, le dichiara il suo amore e i due si sposano, riunendo così madre e figlia.

## Produzione
Il film fu prodotto dalla Rolfe Photoplays di B.A. Rolfe.

## Distribuzione
Il copyright del film, richiesto dalla Metro Pictures Corp., fu registrato il 9 marzo 1918 con il numero LP12165.
Distribuito dalla Metro Pictures Corporation e presentato da B.A. Rolfe, il film uscì nelle sale statunitensi il 18 marzo 1918.
Non si conoscono copie ancora esistenti della pellicola che viene considerata presumibilmente perduta.